# Wojskowy Korpus Służby Bezpieczeństwa
Wojskowy Korpus Służby Bezpieczeństwa (WKSB) – polska organizacja konspiracyjna podczas II wojny światowej.

## Opis
W trakcie okupacji niemieckiej pierwotnie od października 1940 organizowaniem Wojskowej Administracji Ziem Nowych i Wojskowego Korpusu Służby Bezpieczeństwa zajmował się przedwojenny ppor. Ludwik Muzyczka ps. „Benedykt”, „Sułkowski”, który pełniąc funkcję szefa Biur Wojskowych powołał WKSB na przełomie 1941/1942. Formalnie WKSB był podporządkowany dowództwu Administracji Zmilitaryzowanej AK (Szefostwu Biur Wojskowych). Według różnych wersji Wojskowy Korpus Służby Bezpieczeństwa istniał od 1942 lub został utworzony w czerwcu 1943.
Celem WKSB było „objęcie służb porządkowych na Ziemiach Powracających”. Tym samym był to organ wykonawczy Administracji Ziem Odzyskanych. Zgodnie ze swoim charakterem WKSB przypominał policję wojskową wzgl. żandarmerię polową, Wojskową Służbę Ochrony Powstania. Do WKSB włączono Korpus Bezpieczeństwa Armii Krajowej. WKSB był też oparty na członkach Organizacji Wojskowej. WKSB współpracował z Państwowym Korpusem Bezpieczeństwa. Do organizacji planowano rekrutować wojskowych i osoby cywilne. Członkowie WKSB uczestniczyli w powstaniu warszawskim latem 1944.

## Struktura
Pierwotnie planowano utworzyć trzy dywizje WKSB. Ostatecznie w strukturze tej organizacji sformowano pięć dywizji:
- 1 – Kraków[5]
- 2 – Lwów[5]
- 3 – Warszawa[5]
  - planowo 3 Dywizja była przewidziane do działania na obszarze środkowej Odry[5]
  - kadra:
    - dowódca: płk dypl. Paweł Piskozub ps. „Korab”, szef sztabu: ppłk dypl. Ignacy Lasoń „As”[5][13][14][15]
    - dowódca Pomocniczej Służby Kobiet: łączn./ppor./kpt. Danuta Przystasz (1943-1945[13][16]
- 4 – Wilno[5]
- 5 – szkieletowa[5]

W ramach organizacji funkcjonowała Szkoła Podchorążych WKSB.